# Góra Zielonczyn
Góra Zielonczyn (także: Góra z Wieżą) – wzniesienie i punkt widokowy o wysokości 37 m n.p.m. w województwie zachodniopomorskim (powiat goleniowski, gmina Stepnica), na terenie Puszczy Goleniowskiej.

## Położenie
Wzniesienie znajduje się na południowy wschód od wsi Zielonczyn i na południe od jeziora Zielonczyn, na terenach leśnych (przeważa tu bór sosnowy).

## Stanowisko dokumentacyjne
Część terenu wzniesienia, położoną na obszarze dawnej kopalni piasku, uznano za stanowisko dokumentacyjne przyrody nieożywionej pod nazwą „Góra Zielonczyn”. Stanowisko to powołano uchwałą Rady Gminy Stepnica z 15 listopada 2005. Obiekt zajmuje powierzchnię 1,32 ha i położony jest na działce nr 89/4 zlokalizowanej w obrębie ewidencyjnym Zielonczyn, należącej do Skarbu Państwa, a administrowanej przez Lasy Państwowe, Nadleśnictwo Goleniów. Stanowisko chroni zbocze wzgórza Zielonczyn, zachowane w formie odsłoniętego (w wyniku eksploatacji kopalnianej) terenu. Widoczny jest tu profil z piaskami pochodzenia morenowego oraz kemami fluwioglacjalnymi stadiału pomorskiego zlodowacenia północnopolskiego.

## Wieża widokowa
Na szczycie wzniesienia stoi wieża (dostrzegalnia przeciwpożarowa), którą otwarto w kwietniu 2010. Posiada ona taras widokowy, z którego można oglądać tereny Parku Natury Zalewu Szczecińskiego. Wejście możliwe jest tylko po skontaktowaniu się z pracownikiem Nadleśnictwa Goleniów. Wieża ma następujące parametry techniczne: wysokość całkowita 42,5 m, wysokość od poziomu gruntu do podłogi tarasu widokowego 39,0 m, średnica zewnętrzna 2,4 m i średnica wewnętrzna 2,0 m.

## Turystyka
Przy szosie, w nieodległym sąsiedztwie wzgórza, dostępny jest parking, a na szczyt prowadzi  szlak zielony z Łoźnicy do Stepnicy.